# Problema de Kepler

Problema de Kepler: dos cuerpos se atraen entre sí mediante una fuerza central que actúa con un valor inversamente proporcional al cuadrado de su distancia

En mecánica clásica, el problema de Kepler es un caso especial del problema de los dos cuerpos, en el que los dos cuerpos interactúan por medio de una fuerza central que varía en intensidad según una ley cuadrática inversamente proporcional en función de la distancia  entre ambos. La fuerza puede ser atractiva o repulsiva. El "problema" a resolver es encontrar la posición o la velocidad de los dos cuerpos a lo largo del tiempo dadas sus masas, posiciones iniciales y velocidades. Usando la mecánica clásica, la solución puede expresarse como una órbita de Kepler utilizando seis elementos orbitales.
El problema de Kepler toma su nombre de Johannes Kepler, que propuso las denominadas leyes de Kepler (que son parte de la mecánica clásica y resuelven el problema de las órbitas de los planetas) e investigó los tipos de fuerzas que darían lugar a órbitas obedeciendo a esas leyes (llamado problema inverso de Kepler).
La discusión específica sobre el problema de Kepler referido a órbitas radiales, figura en el artículo trayectoria radial. El problema de Kepler en la relatividad general proporciona predicciones más precisas, especialmente en campos gravitacionales fuertes.

## Aplicaciones
El problema de Kepler surge en muchos contextos, algunos más allá de la física estudiada por el propio Kepler. Es importante en mecánica celeste, ya que la gravedad newtoniana obedece a una cuadrática inversa. Los ejemplos incluyen un satélite que se mueve alrededor de un planeta, un planeta alrededor de su sol o dos estrellas binarias entre sí. El problema de Kepler también es importante en el movimiento de dos partículas cargadas, ya que la ley de Coulomb en electrostática también obedece a un patrón cuadrático inverso. Algunos ejemplos son el átomo de hidrógeno, el positronio y el muonio, que han jugado roles importantes como modelos de sistemas para probar teorías físicas y medir constantes de la naturaleza.
El problema de Kepler y el problema del movimiento armónico simple son dos de los problemas fundamentales de la mecánica clásica. Son los "únicos" dos problemas que presentan órbitas cerradas para cada conjunto posible de condiciones iniciales, es decir, regresan a su punto de partida con la misma velocidad (según el teorema de Bertrand). El problema de Kepler a menudo se ha usado para desarrollar nuevos métodos en mecánica clásica, como la mecánica lagrangiana, la mecánica hamiltoniana, la ecuación de Hamilton-Jacobi y las coordenadas de acción-ángulo. El problema de Kepler también conserva el vector de Runge-Lenz, que desde entonces se ha generalizado para incluir otras interacciones. La solución del problema de Kepler permitió a los científicos demostrar que el movimiento planetario podría explicarse por completo por la mecánica clásica y la ley newtoniana de la gravedad; la explicación científica del movimiento planetario jugó un papel importante en el inicio de la Ilustración.

## Definición matemática
Sea una fuerza central F que varía en intensidad con el inverso del cuadrado de la distancia r entre dos cuerpos:
{\displaystyle \mathbf {F} ={\frac {k}{r^{2}}}\mathbf {\hat {r}} }
donde k es una constante y {\displaystyle \mathbf {\hat {r}} } representa el vector unitario en la línea que los separa. La fuerza puede ser atractiva (k<0) o repulsiva (k>0). El potencial escalar correspondiente (la energía potencial del cuerpo no situado centralmente) es:
{\displaystyle V(r)={\frac {k}{r}}}

## Solución del problema Kepler
La ecuación de movimiento para el radio {\displaystyle r} de una partícula
de masa {\displaystyle m} moviéndose en un campo de potencial radial {\displaystyle V(r)} está dada por las ecuaciones de Euler-Lagrange
{\displaystyle m{\frac {d^{2}r}{dt^{2}}}-mr\omega ^{2}=m{\frac {d^{2}r}{dt^{2}}}-{\frac {L^{2}}{mr^{3}}}=-{\frac {dV}{dr}}}
{\displaystyle \omega \equiv {\frac {d\theta }{dt}}} y con el momento angular {\displaystyle L=mr^{2}\omega } que se conserva. Por ejemplo, el primer término en el lado izquierdo de la ecuación es cero para órbitas circulares, y la fuerza aplicada hacia dentro {\displaystyle {\frac {dV}{dr}}} es igual a la fuerza centrípeta {\displaystyle mr\omega ^{2}}, como era de esperar.
Si L no es cero, la definición de momento angular permite un cambio de variable independiente de {\displaystyle t} a {\displaystyle \theta }
{\displaystyle {\frac {d}{dt}}={\frac {L}{mr^{2}}}{\frac {d}{d\theta }}}
dando la nueva ecuación de movimiento que es independiente del tiempo
{\displaystyle {\frac {L}{r^{2}}}{\frac {d}{d\theta }}\left({\frac {L}{mr^{2}}}{\frac {dr}{d\theta }}\right)-{\frac {L^{2}}{mr^{3}}}=-{\frac {dV}{dr}}}
 
La expansión del primer término es
{\displaystyle {\frac {L}{r^{2}}}{\frac {d}{d\theta }}\left({\frac {L}{mr^{2}}}{\frac {dr}{d\theta }}\right)=-{\frac {{2}L^{2}}{mr^{5}}}\left({\frac {dr}{d\theta }}\right)^{2}+{\frac {L^{2}}{mr^{4}}}{\frac {d^{2}r}{d\theta ^{2}}}}
Esta ecuación se vuelve cuasilineal al hacer el cambio de variable {\displaystyle u\equiv {\frac {1}{r}}} y multiplicar ambos lados por {\displaystyle {\frac {mr^{2}}{L^{2}}}}
{\displaystyle {\frac {du}{d\theta }}={\frac {-1}{r^{2}}}{\frac {dr}{d\theta }}}
{\displaystyle {\frac {d^{2}u}{d\theta ^{2}}}={\frac {2}{r^{3}}}\left({\frac {dr}{d\theta }}\right)^{2}-{\frac {1}{r^{2}}}{\frac {d^{2}r}{d\theta ^{2}}}}
Después de la sustitución y la reorganización:
{\displaystyle {\frac {d^{2}u}{d\theta ^{2}}}+u=-{\frac {m}{L^{2}}}{\frac {d}{du}}V(1/u)}
Para una ley de fuerza inversa-cuadrática tal como la gravedad o la interacción electrostática, se puede escribir el potencial como
{\displaystyle V(\mathbf {r} )={\frac {k}{r}}=ku}
 
La órbita {\displaystyle u(\theta )} se puede deducir de la ecuación general
{\displaystyle {\frac {d^{2}u}{d\theta ^{2}}}+u=-{\frac {m}{L^{2}}}{\frac {d}{du}}V(1/u)=-{\frac {km}{L^{2}}}}
cuya solución es la constante {\displaystyle -{\frac {km}{L^{2}}}}  más una sinusoide simple
{\displaystyle u\equiv {\frac {1}{r}}=-{\frac {km}{L^{2}}}\left[1+e\cos \left(\theta -\theta _{0}\right)\right]}
donde {\displaystyle e} (la excentricidad) y {\displaystyle \theta _{0}} (el desfase) son constantes de integración.
Esta es la fórmula general de una sección cónica que tiene un foco en el origen; {\displaystyle e=0} corresponde a una circunferencia, {\displaystyle e<1} corresponde a una elipse, {\displaystyle e=1} corresponde a un parábola (matemática) y {\displaystyle e>1} corresponde a un hipérbola. La excentricidad {\displaystyle e} está relacionada con la energía total {\displaystyle E} (véase el Vector de Runge-Lenz)
{\displaystyle e={\sqrt {1+{\frac {2EL^{2}}{k^{2}m}}}}}
La comparación de estas fórmulas muestra que {\displaystyle E<0} corresponde a una elipse (todas las soluciones que son órbitas cerradas son elipses), {\displaystyle E=0} corresponde a una parábola y {\displaystyle E>0} corresponde a una hipérbola. En particular, {\displaystyle E=-{\frac {k^{2}m}{2L^{2}}}} corresponde a órbitas perfectamente circulares (la fuerza central es exactamente igual a la fuerza centrípeta, que determina la velocidad angular requerida para un radio circular dado).
Para una fuerza de repulsión (k > 0) solo se aplica e > 1.

## Solución en coordenadas polares
Si el cálculo se limita al plano de la órbita, existe una manera fácil de obtener una forma aproximada de la órbita (sin la información sobre parametrización) en coordenadas podales. Debe recordarse que un punto dado {\displaystyle x} en una curva en coordenadas podales viene dado por dos números {\displaystyle (r,p)}, donde {\displaystyle r:=|x|} es la distancia desde el origen y {\displaystyle p:={\frac {x\cdot {\dot {x}}^{\perp }}{|{\dot {x}}|}}} es la distancia del origen a la línea tangente en {\displaystyle x} (el símbolo {\displaystyle {\dot {x}}^{\perp }} representa un vector perpendicular a {\displaystyle {\dot {x}}}: la orientación exacta no es importante aquí).
El problema de Kepler en el plano requiere una solución del sistema de ecuaciones diferenciales:
{\displaystyle {\ddot {x}}=-{\frac {M}{|x|^{3}}}x,\qquad x\in \mathbb {R} ^{2},}
donde {\displaystyle M} es el producto de las masas de los dos cuerpos y de la constante gravitacional. Calculando el producto escalar de la ecuación con {\displaystyle {\dot {x}}} se obtiene
 
{\displaystyle {\frac {\rm {d}}{{\rm {d}}t}}{\frac {|{\dot {x}}|^{2}}{2}}={\ddot {x}}\cdot {\dot {x}}=-{\frac {M}{|x|^{3}}}x\cdot {\dot {x}}={\frac {\rm {d}}{{\rm {d}}t}}{\frac {M}{|x|}}.}
Integrando, se obtiene la primera cantidad conservada {\displaystyle c}:
{\displaystyle |{\dot {x}}|^{2}={\frac {2M}{|x|}}+c,}
que corresponde a la energía del objeto en órbita. Del mismo modo, al calcular el producto escalar con {\displaystyle x^{\perp }} se obtiene
{\displaystyle {\frac {\rm {d}}{{\rm {d}}t}}{\dot {x}}\cdot x^{\perp }={\ddot {x}}\cdot x^{\perp }=0,}
con la integral
{\displaystyle {\dot {x}}\cdot x^{\perp }=L,}
correspondiente al momento angular del objeto. Ya que
{\displaystyle p^{2}={\frac {(x\cdot {\dot {x}}^{\perp })^{2}}{|{\dot {x}}|^{2}}},}
sustituyendo las cantidades conservadas anteriores, se obtiene inmediatamente:
{\displaystyle p^{2}={\frac {L^{2}}{{\frac {2M}{r}}+c}},\qquad \Rightarrow \qquad {\frac {L^{2}}{p^{2}}}={\frac {2M}{r}}+c,}
que es la ecuación de la sección cónica (con el origen en el foco) en coordenadas podales (véase ecuación podal). Téngase en cuenta que solo se necesitan 2 (de 4 posibles) cantidades conservadas para obtener la forma de la órbita. Esto es posible porque las coordenadas podales no describen una curva con todo detalle. En general, son indiferentes a la parametrización y también a una rotación de la curva sobre el origen, lo que es una ventaja si solo se ocupa de la forma general de la curva y no es necesario reparar en otros detalles.
Este enfoque se puede aplicar a una amplia gama de problemas de fuerzas centrales y de Lorentz como descubrió P. Blaschke en 2017.